# Zygmunt Rust
Zygmunt Rust (ur. 7 maja?/19 maja 1887 w Horodecu, zm. 27 czerwca 1963 w Poznaniu) – oficer armii rosyjskiej i pułkownik piechoty Wojska Polskiego, kawaler Orderu Virtuti Militari.

## Życiorys
Urodził się w rodzinie Andrzeja i Zofii z d. Arnold. Absolwent szkoły realnej w Pińsku. Pracował na kolei skąd został karnie zwolniony za działalność wywrotową. Od 12 sierpnia 1906 uczeń w Szkole Wojskowej w Wilnie. Po jej zakończeniu mianowany podporucznikiem pozostał w armii rosyjskiej. 8 stycznia 1916 został oddelegowany do Bobrujska w celu formowania Brygady Strzelców Polskich. Od sierpnia 1917 w składzie I Korpusu Polskiego, a po jego rozwiązaniu wrócił do kraju. Po zakończeniu I wojny światowej i odzyskaniu przez Polskę niepodległości, jako były oficer armii rosyjskiej został przyjęty 2 listopada 1918 do Wojska Polskiego i zatwierdzony do stopnia kapitana. 14 grudnia 1918 został dowódcą III, a następnie I batalionu 26 pułku piechoty. Od 27 kwietnia do 5 grudnia 1919 był dowódcą 27 pułku piechoty. Od 4 grudnia 1919 do 15 lipca 1920 dowódca batalionu zapasowego 52 pułk piechoty. 16 lipca 1920 został przydzielony do 14 Dywizji Piechoty, gdzie zajmował stanowisko dowódcy batalionu, a następnie dowódcy całego 57 pułku piechoty podczas wojny polsko-bolszewickiej
Szczególnie odznaczył się 12 listopada 1920 w akcji na Kobryń, gdzie „mimo bardzo silnego ognia km, z zimną krwią, stojąc w niebezpiecznym miejscu na linii bojowej, wydawał rozkazy, a nawet prowadził do ataku czołowego swoją kompanię, która chwilowo zachwiała się, ale zachęcona przykładem ppłk. Rusta energicznym uderzeniem wyrzuciła nieprzyjaciela z silnie umocnionych pozycji. Po śmierci ppłk. Szyllinga objął dowództwo 57 pp. /.../ atakami utrzymuje najbardziej zagrożony odcinek przyczyniając się do rozbicia wielkich sił nieprzyjaciela, zgrupowanych na odcinku dywizjii”. Za tę postawę otrzymał Order Virtuti Militari.
15 lipca 1920 został zatwierdzony z dniem 1 kwietnia 1920 w stopniu majora, w piechocie, w grupie oficerów byłych Korpusów Wschodnich i byłej armii rosyjskiej. Był wówczas odkomenderowany do dyspozycji Naczelnego Dowództwa WP.
1 czerwca 1921 w stopniu podpułkownika, nadal pełnił służbę w 57 pp. 3 maja 1922 został zweryfikowany w stopniu podpułkownika ze starszeństwem z 1 czerwca 1919 i 134. lokatą w korpusie oficerów piechoty, a jego oddziałem macierzystym był nadal 57 pp. W latach 1923–1924 pełnił służbę na stanowisku komendanta Powiatowej Komendy Uzupełnień Gniezno, pozostając oficerem nadetatowym 69 pułku piechoty. 1 grudnia 1924 został mianowany pułkownikiem ze starszeństwem z 15 sierpnia 1924 i 15. lokatą w korpusie oficerów piechoty. W marcu 1925 powierzono mu czasowe pełnienie obowiązków inspektora poborowego w Dowództwie Okręgu Korpusu VII w Poznaniu z pozostawieniem na stanowisku komendanta PKU Gniezno. W tym samym miesiącu został przydzielony do DOK VII na stanowisko inspektora poborowego. W 1928 był inspektorem poborowym Okręgu Korpusu VII i Okręgu Korpusu VIII, a w 1932 inspektorem poborowym OK VII. Z dniem 31 sierpnia 1935 został przeniesiony w stan spoczynku w wyniku inwalidztwa wojennego.
Zamieszkał w Kiekrzu. Brał udział w kampanii wrześniowej po której został aresztowany przez Rosjan. Udało mu się jednak uciec i wraz z rodziną zamieszkał w Lublinie. Po zakończeniu wojny wrócił do Kiekrza gdzie pracował m.in. jako kierownik młynów. Zmarł 27 czerwca 1963 w Poznaniu i został pochowany na Cmentarzu na Junikowie (pole 21-1-1-14).

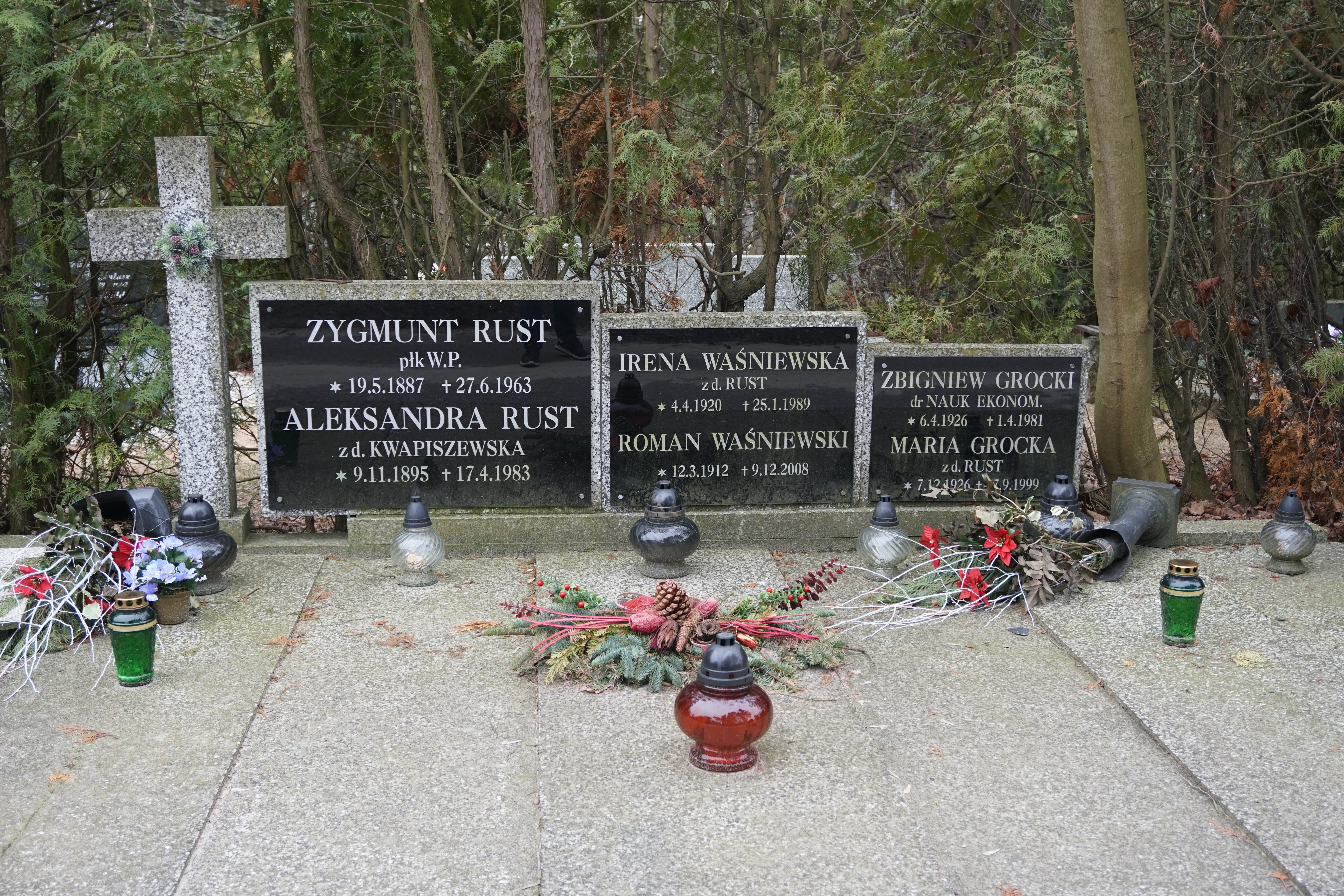
Grób płka Zygmunta Rusta na Cmentarzu Junikowskim

## Życie prywatne
Żonaty z Aleksandrą Kwapiszewską. Mieli dzieci: Ludwikę (ur. 1924), Jerzego (ur. 1922 żołnierz MW) i Marię (ur. 1926).

## Ordery i odznaczenia
- Krzyż Srebrny Orderu Virtuti Militari nr 748[1]
- Krzyż Walecznych (dwukrotnie)[14]
- Złoty Krzyż Zasługi (19 marca 1935)[16][17]
- Medal Międzyaliancki